# Hans Henninger
Hans Henninger (* 24. Februar 1905 in Pforzheim; † 15. Mai 1937 in Berlin) war ein deutscher Schauspieler.

## Leben
Seine kurze Filmlaufbahn begann 1931 bei der Berliner Tobis. Bei ständig wechselnden Produktionsfirmen trat Henninger danach in 14 weiteren Filmen stets in unbedeutenden Nebenrollen auf. 1936 war er Mitarbeiter der Olympia GmbH von Leni Riefenstahl. Henninger war homosexuell und verkehrte im literarischen Salon von Richard Schultz in Berlin-Charlottenburg, der für Homosexuelle unter dem Nationalsozialismus einen gewissen Schutzraum bot. Als die Gestapo dennoch im Begriff war, ihn zum Verhör abzuholen, ging Henninger in den Freitod.

## Filmografie
- 1932: Hallo Hallo! Hier spricht Berlin! (Allo Berlin? Ici Paris!)(R: Julien Duvivier)
- 1932: Teilnehmer antwortet nicht (R: Mark Sorkin, Rudolf Katscher)
- 1932: Traum von Schönbrunn
- 1932: An heiligen Wassern! (R: Erich Waschneck)
- 1934: Seifenblasen (R: Slatan Dudow)
- 1934: Rivalen der Luft – Ein Segelfliegerfilm (R: Frank Wysbar)
- 1935: Hermine und die sieben Aufrechten (R: Frank Wysbar)
- 1935: Winternachtstraum (R: Géza von Bolváry)
- 1935: Ehestreik (R: Georg Jacoby)
- 1935: Anschlag auf Schweda (R: Karlheinz Martin)
- 1936: Die klugen Frauen (R: Jacques Feyder)
- 1936: Familienparade
- 1936: Hier irrt Schiller (Kurzfilm, R: Jürgen von Alten)
- 1936: Verräter (R: Karl Ritter)
- 1936: Der Jäger von Fall (R: Hans Deppe)
- 1936: Horch, horch, die Lerch im Ätherblau (Kurzfilm, R: Jürgen von Alten)
- 1937: Gleisdreieck (R: Robert A. Stemmle)
- 1937: Die ganz großen Torheiten
- 1937: Gabriele: eins, zwei, drei
- 1937: Der silberne Löffel (Kurzfilm, R: Jürgen von Alten)
- 1937/53: Starke Herzen